# Wilma Neruda
Wilma Neruda, Lady Hallé, właściwie Wilhelmine Maria Franziska Neruda (ur. 21 marca 1838 w Brnie, zm. 15 kwietnia 1911 w Berlinie) – morawska skrzypaczka.
Urodziła się na Morawach, które były wówczas częścią Cesarstwa Austriackiego. Jej ojciec, Josef Neruda (1807-1875) był organistą katedry w Brnie. Uczył córkę gry na fortepianie, ale Wilhelmina wolała skrzypce, które w tamtych czasach nie uznawano za właściwy instrument dla kobiet.
Rodzina przeniosła się do Wiednia, gdzie Wilhelmina studiowała u profesora Leopolda Jansa. Swój pierwszy publiczny występ jako skrzypaczka dała w Wiedniu w wieku siedmiu lat, grając jedną z sonat skrzypcowych Johanna Sebastiana Bacha.
W 1864 roku poślubiła szwedzkiego muzyka Ludviga Normana, z którym miała syna, Ludwiga Normana-Nerudę, znanego alpinistę. Cztery lata później przeniosła się do Londynu z synem. Ludvig Norman zmarł w 1885 roku. W 1888 roku Wilhelmina wyszła ponownie za mąż za muzyka niemiecko-angielskiego Charles’a Hallé. W tym też roku otrzymała tytuł szlachecki stając się Lady Hallé. Po śmierci męża osiedliła się wraz z synem w Asolo we Włoszech. Kiedy jej syn zginął podczas wyprawy górskiej w Dolomitach (1898), przeprowadziła się do Berlina.
Lady Hallé przez jakiś czas dawała koncerty w Londynie, gdzie królowa Aleksandra w 1901 roku nadała jej tytuł Skrzypaczki Królowej (Violinist to the Queen). Zmarła w wieku 73 lat.